# Lola Iturbe

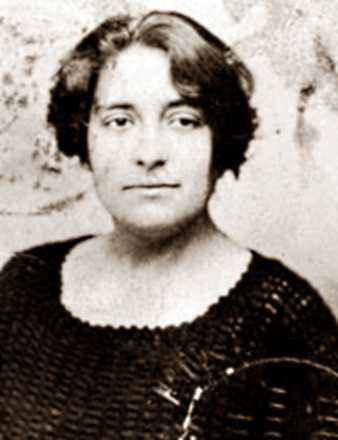
Lola Iturbe

Lola (Dolores) Iturbe Arizcuren (* 1. August 1902 in Barcelona; † 5. Januar 1990 in Gijón) war eine spanische Autorin, Feministin, Anarchistin und Syndikalistin. 

## Leben
Iturbes Mutter war alleinerziehend. Aufgrund der schwierigen ökonomischen Situation der Familie arbeitete Lola Iturbe bereits mit neun Jahren als Hausdienerin. Ab dem vierzehnten Lebensjahr war sie als Schneiderin tätig. Bereits zu diesem Zeitpunkt schloss sie sich der Textilgewerkschaft der Confederación Nacional del Trabajo (CNT) an. Ihre Mutter betrieb eine Pension. Hier lernte sie die libertären Aktivisten Ángel Pestaña, Teresa Claramunt, Federico Urales und Teresa Mañé Miravet kennen. Sie engagierte sich für inhaftierte Anarchisten und Gewerkschaftsaktivisten. 
Seit 1922 und bis zu seinem Lebensende war der Anarchist und Syndikalist Juan Manuel Molina ihr Partner. 1926 gingen beide ins Exil nach Frankreich, später nach Belgien, um dem Repressionsdruck durch die Militärdiktatur Miguel Primo de Riveras auszuweichen. Nachdem 1931 die Zweite Spanische Republik ausgerufen worden war, kehrten sie nach Spanien zurück. Iturbe war zu diesem Zeitpunkt aktives Mitglied der CNT und der Federación Anarquista Ibérica (FAI). Unter dem Pseudonym Kyralina schrieb sie regelmäßig für die Zeitung der FAI Tierra y Libertad, insbesondere über die Lebensbedingungen von Frauen. So veröffentlichte Tierra y Libertad z. B. im Mai 1933 ein Interview mit sieben Anarchistinnen, die nach einem Streik inhaftiert worden waren. 
Als sich das Militär am 17. Juli 1936 gegen die Republik erhob, beteiligte sich Lola Iturbe in Barcelona an der daraufhin ausbrechenden Revolution. Sie war die Autorin des ersten Flugblattes, das die CNT nach der Niederschlagung des Putsches in Barcelona veröffentlichte. In der folgenden Zeit engagierte sie sich im Casal de la Dona Treballadora (Haus der Arbeiterin), wo kostenlose Fortbildungskurse für Frauen angeboten wurden. In der ersten Phase des Spanischen Bürgerkrieges arbeitete sie für die Zeitungen Solidaridad Obrera (CNT), Tierra y Libertad und Mujeres Libres, für die sie u. a. Frontberichte verfasste und redaktionelle Tätigkeiten übernahm. Nach den Maiereignissen 1937 war sie im juristischen Büro der CNT tätig, wo sie sich für die Freilassung von inhaftierten Mitgliedern der CNT und des Partido Obrero de Unificación Marxista (POUM) aus stalinistischer Haft einsetzte. 1938 begleitete sie Emma Goldmann bei deren Reise durch Spanien.
Nach der Niederlage im Bürgerkrieg ging Iturbe ins Exil nach Frankreich und ließ sich in Toulouse nieder, wo sie erneut als Schneiderin arbeitete. Während des Zweiten Weltkriegs war sie in der Résistance aktiv. Nach dem Ende des Franquismus lebte sie ab 1979 gemeinsam mit ihrem Partner erneut in Barcelona. Lola Iturbe starb 1990 im Alter von 88 Jahren.

## Publikationen
- Mujeres heroicas (1937)
- Nuestras luchadoras (1937)
- La mujer en la lucha social y en la Guerra Civil de España (1974), zuletzt Tierra de Fuego – La Malatesta 2012, ISBN 9788493830632.